# Westfield (Alabama)
Westfield, Alabama es un antiguo campamento minero de carbón para Tennessee Coal & Iron Co. que fue comprado por U.S. Steel y desarrollado como una comunidad de trabajadores del acero planificada que era predominantemente afroamericana. Aquí estuvo la Westfield High School. En 1969 se describió como un modelo de comunidad propiedad de la empresa con numerosos servicios.
Al principio de la carrera del empresario AG Gaston, trabajó en las minas alrededor de Westfield. Después de su regreso del servicio militar en Europa durante la Primera Guerra Mundial, "trabajaba como trabajador en Tennessee Coal & Iron Co. en Westfield, Alabama, donde comenzó a aflorar su interés en el espíritu empresarial". El jugador de béisbol profesional estrella Willie Mays nació en Westfield en 1931. El abogado y exjuez UW Clemon creció en Westfield.
El reverendo Clarence S. Reeves escribió una historia de la escuela secundaria. Cerró con la desegregación. Los exalumnos se mantuvieron activos en los años siguientes. En 2013 se estrenó la película Westfield: Struggles to Success sobre Westfield High School.